# Newfield (Nueva Jersey)
Newfield es un borough ubicado en el condado de Gloucester en el estado estadounidense de Nueva Jersey. En el año 2010 tenía una población de 1.553 habitantes y una densidad poblacional de 352,95 personas por km².

## Geografía
Newfield se encuentra ubicado en las coordenadas 39°32′58″N 75°01′06″O / 39.54944, -75.01833.

## Demografía
Según la Oficina del Censo en 2000 los ingresos medios por hogar en la localidad eran de $51,875 y los ingresos medios por familia eran $59,934. Los hombres tenían unos ingresos medios de $39,926 frente a los $28,750 para las mujeres. La renta per cápita para la localidad era de $21,063. Alrededor del 6.5% de la población estaba por debajo del umbral de pobreza.